# Илополис
Илополис (порт. Ilópolis) — муниципалитет в Бразилии, входит в штат Риу-Гранди-ду-Сул. Составная часть мезорегиона Северо-восток штата Риу-Гранди-ду-Сул. Входит в экономико-статистический микрорегион Гуапоре. Население составляет 4547 человек на 2006 год. Занимает площадь 116,481 км². Плотность населения — 39,0 чел./км².

## История
Город основан 26 декабря 1963 года.

## Статистика
- Валовой внутренний продукт на 2003 составляет 36 112 544,00 реалов (данные: Бразильский институт географии и статистики).
- Валовой внутренний продукт на душу населения на 2003 составляет 8183,22 реалов (данные: Бразильский институт географии и статистики).
- Индекс развития человеческого потенциала на 2000 составляет 0,792 (данные: Программа развития ООН).

## География
Климат местности: субтропический.